# Gare de Stoumont
La gare de Stoumont est une gare ferroviaire belge fermée de la ligne 42, de Rivage à Gouvy-frontière, située sur le territoire de la commune de Stoumont, en Région wallonne dans la province de Liège.
Elle est mise en service en 1885 par les Chemins de fer de l'État belge et ferme en 1984.

## Situation ferroviaire
La gare de Stoumont se trouvait entre les gares fermées de Lorcé-Chevron et de La Gleize.

## Histoire
La station de Stoumont est mise en service 20 janvier 1885 par les Chemins de fer de l'État belge, lorsqu'ils ouvrent à l'exploitation la section de Rivage à Stoumont  de la ligne de l’Amblève. Le 1er juillet 1890, la ligne est prolongée jusque Trois-Ponts.
Située en fond de vallée à l'ouest du village de Targnon, la gare se trouve à près de 3,5 km du bourg de Stoumont.
À la suite du Plan IC-IR, la gare ferme ses portes le 3 juin 1984.
En 2022, le conseil communal de Stoumont émet à l'unanimité la volonté de rouvrir aux voyageurs la gare de Stoumont, situé sur une section de 24 km où les trains ne marquent aucun arrêt, et de créer un parking multimodal à proximité. Le dossier doit être évoqué au parlement et par la SNCB pour connaître une possible concrétisation,.

## Patrimoine ferroviaire
Le bâtiment des recettes a été réaffecté après sa fermeture. Seuls sont présents l'ancienne aile droite et deux travées du corps central dont les étages supérieurs ont disparu. La gare a subi d'importants dégâts lors de la bataille des Ardennes.
Les dix gares de la nouvelle section entre Rivage et Trois-Ponts étaient du même modèle et appartiennent à une série identique érigée uniquement sur la ligne de l'Amblève. Il était en tous points identique à celui de la gare d'Aywaille.
Il possède, à droite, une aile basse de 5 travées servant de salle d'attente ; un corps central de deux étages sous bâtière servant de bureau, de guichet et de logement de fonction pour le chef de gare et une aile de service à toit plat abritant la cuisine, la buanderie et la toilette. La façade est en pierre locale avec de la pierre bleue pour les ornements, entourages et soubassements.